# Jean-Claude Fourneau
Pour les articles homonymes, voir Fourneau.
Jean-Claude Fourneau est un peintre français proche du surréalisme, né à Paris le 28 mars 1907, et mort dans cette ville le 9 octobre 1981.
Au cinéma, Robert Bresson lui a fait tenir le rôle de l’évêque Pierre Cauchon dans le film Procès de Jeanne d’Arc, sorti en 1962.

## Le peintre

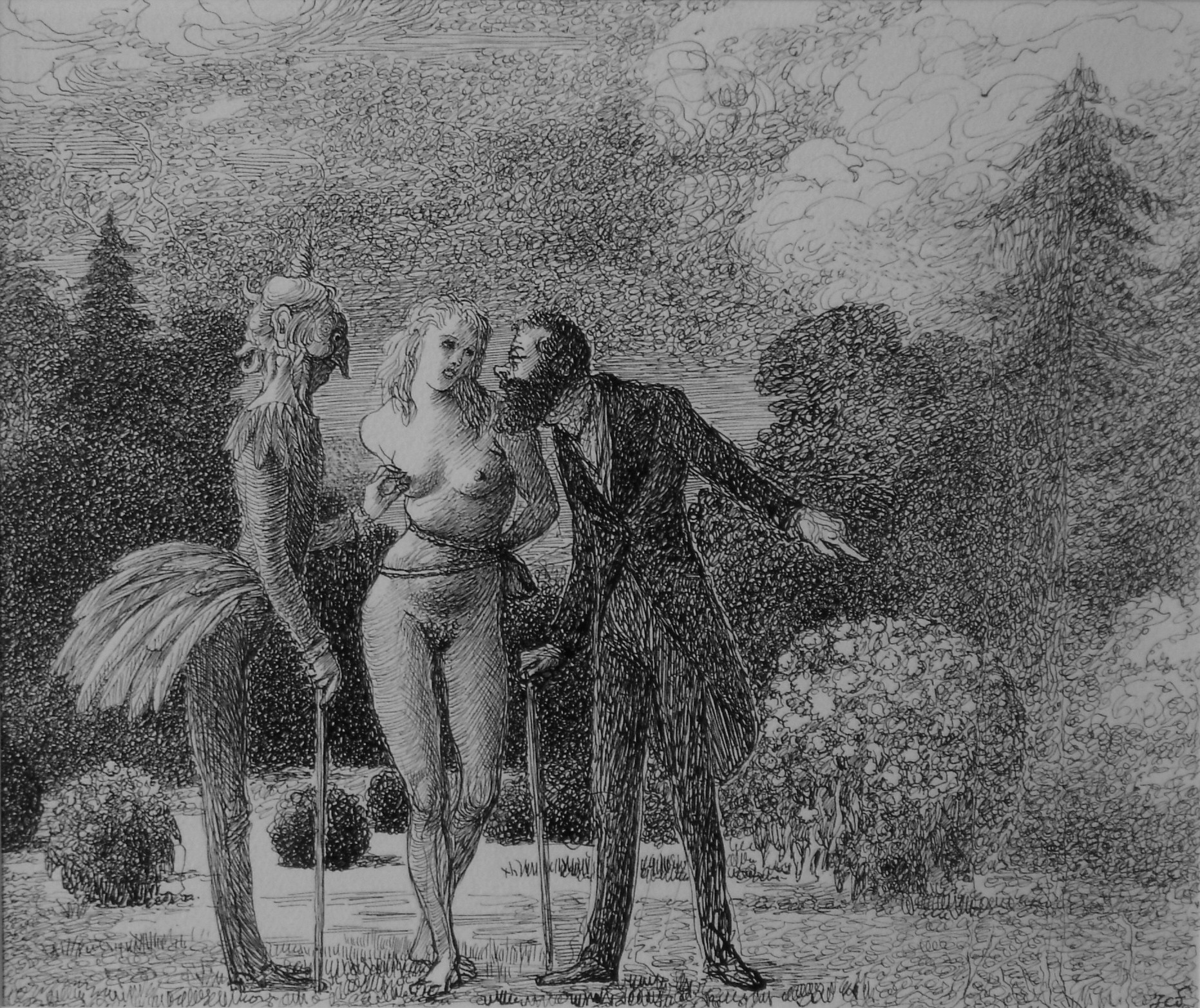
Jardin public,
ca 1935 (coll. Fourneau)

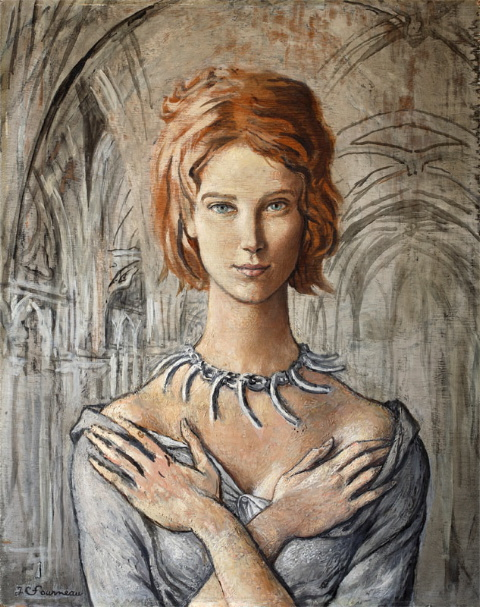
Nadine Cail,
huile sur contreplaqué, 1961 (coll. Fourneau)

Par sa mère, Jean-Claude Fourneau descend de Victor de Lanneau, refondateur du collège Sainte-Barbe, de Juliette Adam, créatrice de La Nouvelle Revue, égérie de Léon Gambetta et mère spirituelle de Pierre Loti, et du chirurgien Paul Segond. Son père, Ernest Fourneau, est le fondateur de l'école française de chimie thérapeutique.
Dessinateur et peintre empreint de classicisme et de surréalisme, Fourneau est remarqué dès 1932 par André Salmon, à l’occasion de sa première exposition chez Jeanne Castel, laquelle le recevra à de nombreuses reprises jusqu’en 1948.
Claude Roger-Marx compare ses dessins à ceux d'un médium et il en apprécie la minutie : « C’est par l’analyse du détail que Jean-Claude Fourneau arrive à nous donner une sensation d’infini. […] Sa sensibilité frémissante, qu’extériorise le moindre trait de plume, exerce un pouvoir fascinant. » À propos du caractère « littéraire » de son inspiration, le critique rappelle une déclaration de l’artiste lui-même : « Je ne conçois pas un peintre sans culture, écrit J.-C. Fourneau. Je ne distingue pas la peinture de la poésie, j’estime que, par des moyens différents, elles tendent au même but. »
Fourneau se spécialise bientôt dans l'art du portrait, et sa réputation s'inscrit durablement dans les milieux aristocratiques et mondains ; Oriane de La Panouse, Isabelle d'Orléans-Bragance, les familles d'Harcourt, de Brantes, Faucigny-Lucinge, Seillière, Broglie, Pourtalès, Maillé, Montesquiou, Wendel, etc. se succèdent devant son chevalet. Un succès confidentiel, mais certain, le soutient. « Le Tout-Paris a trouvé son peintre : Fourneau », titre François Pluchart dans Combat lors de son exposition à la galerie André Weil en 1963. C'est à cette époque (1961) qu'il interprète l'évêque Cauchon dans le Procès de Jeanne d'Arc de Robert Bresson.
Une exposition à Casablanca en 1954 l'a fait connaître au Maroc. Il y vit plusieurs années. Il y peint les portraits de Lalla Malika, la sœur du roi Hassan II, de Lalla Lamia, sa belle-sœur, de Karim Lamrani, son Premier ministre, du général Oufkir et de nombreuses personnalités de la cour marocaine.
Claude Rivière évoque cependant « le contraire d’un peintre mondain » : « Très admirateur d’Antonin Artaud, de Paulhan, d’Aragon aussi, l’artiste, avec une ferveur née de tous les interstices existentiels dus à son incarnation, va heurter en premier chef son modèle. Il le dépossède de ses propres mythes afin que ceux-ci se recréent dans les dimensions qu’il veut affirmer. » Et Jean Paulhan lui-même se demande « par quel biais (ou quel secret) il est donné à J.-C. Fourneau de disposer à la fois d'un tel foisonnement, d'une telle âpreté ».
Jean-Claude Fourneau paraît sur la photographie des surréalistes rassemblés au café de la Place Blanche en 1953, et André Breton le cite parmi les membres du groupe. Autant littéraire que plastique, l’influence du surréalisme est marquée chez Fourneau par la figure tutélaire de Breton, pour qui il éprouve, dès leur première rencontre en 1924 et jusqu'à la fin, une admiration intimidée. Timidité traversée de certaines hardiesses, telle cette lettre, adressée rue Fontaine en 1954, qui prétend concilier Histoire d’O, dont il fut l’un des plus fervents défenseurs, et la représentation de la femme sublimée par Arcane 17. Comme si « l’amour fou », « l’amour électif », ne pouvait trouver de meilleur épanouissement qu’à travers le jeu paradoxal de la résolution des contraires : le plaisir et la douleur, la violence et la douceur, le libertinage et la fidélité, la force et la faiblesse...
De retour à Paris en 1968, Jean-Claude Fourneau poursuit son activité de portraitiste et expose une dernière fois en 1976.

## L'œuvre
Tous les tableaux de cette liste non exhaustive sont visibles sur le site consacré au peintre.
- Andrée Seillière, huile sur toile, 1942 (coll. Andrée Jaigu).
- La Princesse Jean-Louis de Faucigny-Lucinge et son fils, huile sur contreplaqué, ca 1945 (coll. Faucigny-Lucinge).
- Josée de Chambrun, huile sur toile, 1947 (coll. Fondation Josée-et-René-de-Chambrun).
- Félix Youssoupoff, huile sur toile, 1951 (coll. Fourneau).
- Agnès Bourgois, créatrice d'agnès b., huile sur contreplaqué, 1953 (coll. Fondation Agnès-Troublé).
- Chez les Saint-Marceaux à La Ciotat, 1954 (coll. Fourneau).
- Clotilde Rabinovitch, 1955 (coll. Joano).
- Le Général Catroux, huile sur toile, 1955 (coll. Maison d'éducation de la Légion d'honneur de Saint-Denis).
- Céleste Albaret, huile sur toile, 1957 (coll. Fourneau).
- S.A.R. Lalla Malika du Maroc, huile sur toile, 1958 (coll. palais royal du Maroc).
- Driss Debbagh, 1958 (coll. Debbagh).
- Jeanne-Marie de Broglie[13], huile sur toile, 1958 (coll. J.-M. de Broglie).
- Éric Ollivier, huile sur toile, 1962 (coll. É. Ollivier).
- Jean Paulhan, huile sur contreplaqué, 1964 (coll. Jacqueline Paulhan)[14].
- Dominique Aury (Pauline Réage), huile sur isorel, 1965 (coll. Fourneau).
- Diane de France, huile sur contreplaqué (coll. Diane de Würtemberg).
- Karl de Würtemberg, huile sur toile (coll. Karl de Würtemberg).
- Anne-Aymone Giscard d'Estaing, huile sur toile, 1969 (coll. A.-A. Giscard d'Estaing).

## Expositions

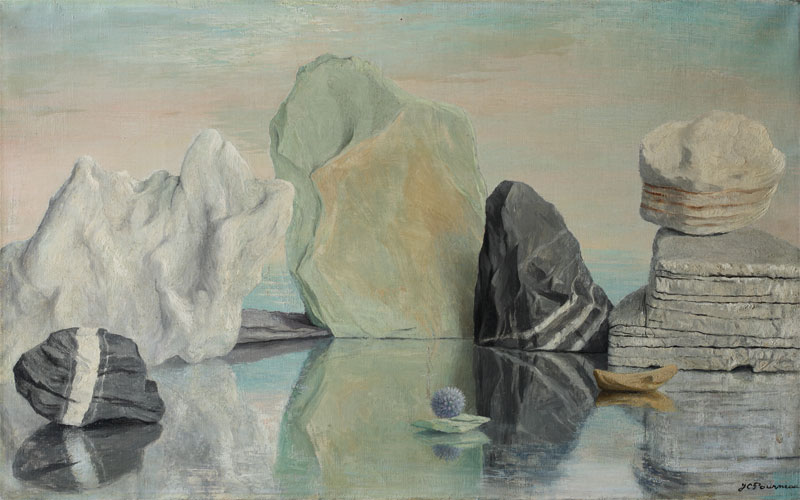
Pierres,
ca 1960 (coll. Fourneau)

### Personnelles
- 1948 : Galerie Jeanne Castel, Paris
- 1954 : Galerie du Livre, Casablanca
- 1962 : Centre culturel français, Rome
- 1963 : Galerie André Weil, Paris
- 1976 : Centre français d’art et d’artisanat, Paris

### Collectives
- 1932 : Galerie Jeanne Castel, Paris
- 1933 : Galerie Jeanne Castel, Paris
- 1936 : Galerie Jeanne Castel, Paris
- 1938 : Galerie Montaigne, Paris
- 1939 : Salon des Tuileries, Paris
- 1946 : Galerie Jeanne Castel, Paris
- 1947 : Galerie Jeanne Castel, Paris
- 1949 : Galerie du Siècle, Paris

## Références

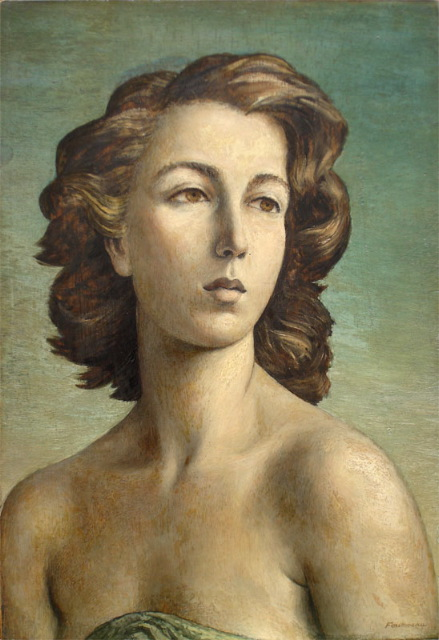
Francine Roberty, huile sur contreplaqué, 1950 (coll. Fourneau)

### Revue de presse
- « Mme Juliette Adam a visité hier l’exposition de son arrière-petit-fils », Comœdia, 27 mai 1932.
- Claude Roger-Marx, « Jean-Claude Fourneau », Arts et métiers graphiques, no 35,‎ mai 1933[15].
- Ivanhoé Rambosson, « A la Galerie Jeanne Castel, de fraîches impressions du jeune peintre Jean-Claude Fourneau », Comœdia,‎ 3 juillet 1936 (lire en ligne)
- « J.-C. Fourneau », Arts, no 174,‎ 9 juillet 1948.
- Peter Bell, « Jean-Claude Fourneau (galerie du Livre) », Maroc demain, Casablanca, 8 mai 1954.
- Renée Syve, « J.-C. Fourneau à la galerie du Livre », Les Arts à Casablanca, mai 1954.
- Albert Abt, « Jean-Claude Fourneau à la galerie du Livre », Les Arts à Casablanca, mai 1954.
- (it) Enrico Contardi, « Calore di sole e calore d’arte : Jean-Claude Fourneau », La Voce del Sud,‎ 4 juillet 1962.
- (it) V. G., « Ritratti di Fourneau », Il Tempo,‎ juillet 1962.
- (it) « Fourneau », La Fiera Letteraria (it),‎ 25 juillet 1962.
- R. J., « Les Arts sur la rive droite », Le Monde, 18 juin 1963.
- François Pluchart, « Le Tout-Paris a trouvé son peintre : Fourneau », Combat,‎ 6 novembre 1963.
- « Le peintre du Gotha n’a pas trahi ses illustres modèles », Paris Jour, 6 novembre 1963.
- Jean Bouret, « 7 jours avec la peinture », Les Lettres françaises, no 1003, 14 novembre 1963.
- Claude Rivière, « Jean-Claude Fourneau, peintre de la vie moderne », Combat, 14 novembre 1963.
- Martine Girbal, « Jean-Claude Fourneau, apôtre de la personnalité », 1963.
- Henri Héraut, « Jean-Claude Fourneau », Les Cahiers de la peinture, no 35,‎ 1976[16].

### Illustrations
- 1945 : Vrille, 1945 : Philémon et Baucis (huile sur toile, ca 1940).
- 1946 : Alfred Fabre-Luce, Les Sept Voluptés spirituelles, chez l’auteur, Paris, 1946 ; L'Incendiaire, chez l'auteur, Paris, 1982 : portrait de l’auteur en frontispice (encre sur papier).
- 1955 : Henri Kréa, Longue Durée, Paris, P. J. Oswald, 1955 : couverture et frontispice (plume sur papier).
- 1956 : « Voici Georges Catroux, le général négociateur », Paris-Presse L'Intransigeant,‎ 7 février 1956 : portrait du général Catroux (huile sur toile, 1955), avec pour légende : « Son portrait préféré, par le peintre Fourneau, arrière-petit-fils de Juliette Adam ».
- 1962 : « Esclavage », dans Dictionnaire de sexologie, Jean-Jacques Pauvert, 1962 : illustration (plume sur papier).
- 1983 : Le Bucentaure, no 2, mars 1983 : portrait de Jean Paulhan (huile sur bois, 1964).
- 1997 : Office national des eaux et forêts (dir.), La Forêt : Anthologie poétique, Paris, éditions du Chêne, 1997, 267 p. (ISBN 2-84277-029-3), p. 142 et 178 : sans titre [Nymphe hamadryade] (huile sur toile) et portrait de Monique Motte (huile sur toile).
- 2008 :
- Jean-Benoît Puech et Yves Savigny (dir.), Benjamin Jordane : Une vie littéraire, Champ Vallon, 2008 : portrait de la comtesse de Durat (huile sur isorel, ca 1960) ; portrait de Bessie de Cuevas[17] (huile sur toile, 1978).
- 2009 : Jean-Claude Fourneau, « Notes et carnets », Ironie, no 142,‎ novembre 2009 : La Vérité (huile sur Isorel, 1965-1980).
- 2010 : (en) William Kuhn, Reading Jackie : Her Autobiography in Books, Nan A. Talese, 2010, 350 p. (ISBN 978-0-385-53099-6), p. 232-233 : portrait de Mary-Sargent Abreu (huile sur toile, 1961)[18].
- 2014 : Christine de Nicolay-Mazery (photogr. Francis Hammond), Grandes demeures françaises : Traditions d'élégance, Paris, Flammarion, 2014, 294 p. (ISBN 978-2-08-130615-8), p. 37 : portrait de madame Charles de Yturbe, née Laurette de Leusse (huile sur toile, ca 1948).
- 2014 : Philippe Sollers (source : Philippe Sollers, « L'Ange de Proust », Le Nouvel Observateur, no 2581, 24 avril 2014, p. 106), « Monsieur Proust, ce tyran épouvantable », L'Obs,‎ 4 mai 2014 (lire en ligne) : portrait de Céleste Albaret (huile sur toile, 1957).
- 2017 : Françoise Frontisi-Ducroux, Arbres filles et garçons fleurs : Métamorphoses érotiques dans les mythes grecs, Paris, Seuil, coll. « La Librairie du XXIe siècle », 2017, 234 p. : Philémon et Baucis, huile sur toile, ca 1940.
- 2018 : (fr + de) Marcel Proust, Les Poèmes/Die Gedichte, Ditzingen, Allemagne, Philipp Reclam jun. Verlag GmbH, 2018, 422 p. (ISBN 978-3-15-011158-1), p. 333 : portrait de Céleste Albaret (huile sur toile, 1957).

### Collections publiques
- Fonds national d'art contemporain (maison d'éducation de la Légion d'honneur, Saint-Denis) : portrait du général Catroux (huile sur toile, 1955)[19].
- Fondation Josée-et-René-de-Chambrun (château de la Grange-Bléneau, Courpalay) : portrait de Josée de Chambrun (huile sur toile, 1947).
- Fonds Marc Vaux du Musée national d'art moderne (bibliothèque Kandinsky, centre Georges-Pompidou, Paris) : plaques photographiques des clichés de Marc Vaux reproduisant les œuvres de Fourneau[20].
- Fonds national d'art contemporain (palais du Luxembourg, Paris) : Nature morte (huile sur toile, 1939)[21].